# Почётная медаль острова Эллис
Почётная меда́ль о́строва Э́ллис (англ. Ellis Island Medal of Honor) — награда США, учреждённая в 1986 году Национальной этнической коалицией организаций (NECO). Присуждается иммигрантам и их потомкам, как натурализованным гражданам, так и уроженцам США, в знак признания их вклада в развитие страны. С момента основания официально признана Палатой представителей и Сенатом США, и имя каждого лауреата вносится в бюллетень Конгресса «Congressional Record».
Церемония вручения награды, за которой следует праздничный ужин в Большом зале, где некогда проходила регистрация новоприбывавших иммигрантов, проводится ежегодно в мае на острове Эллис (Нью-Йоркская бухта). Традиционно в мероприятии принимают участие Вооружённые силы США, а количество приглашённых гостей-медалистов составляет около 100 человек. Среди лауреатов награды представители самых разных сфер деятельности.

## Известные лауреаты
См. категорию «Награждённые Почётной медалью острова Эллис».

## Галерея изображений

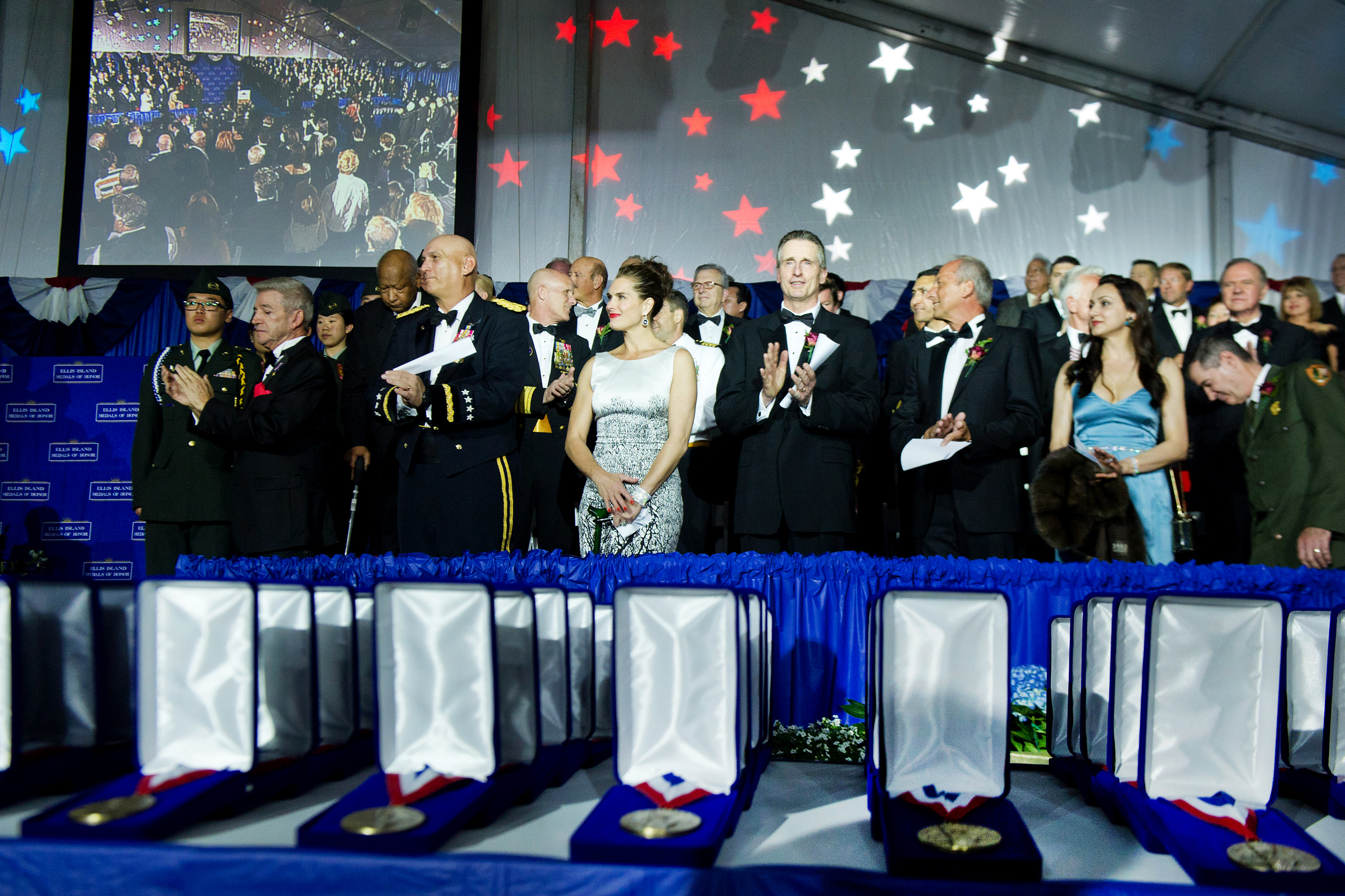
Церемония вручения Почётной медали острова Эллис (12 мая 2012)
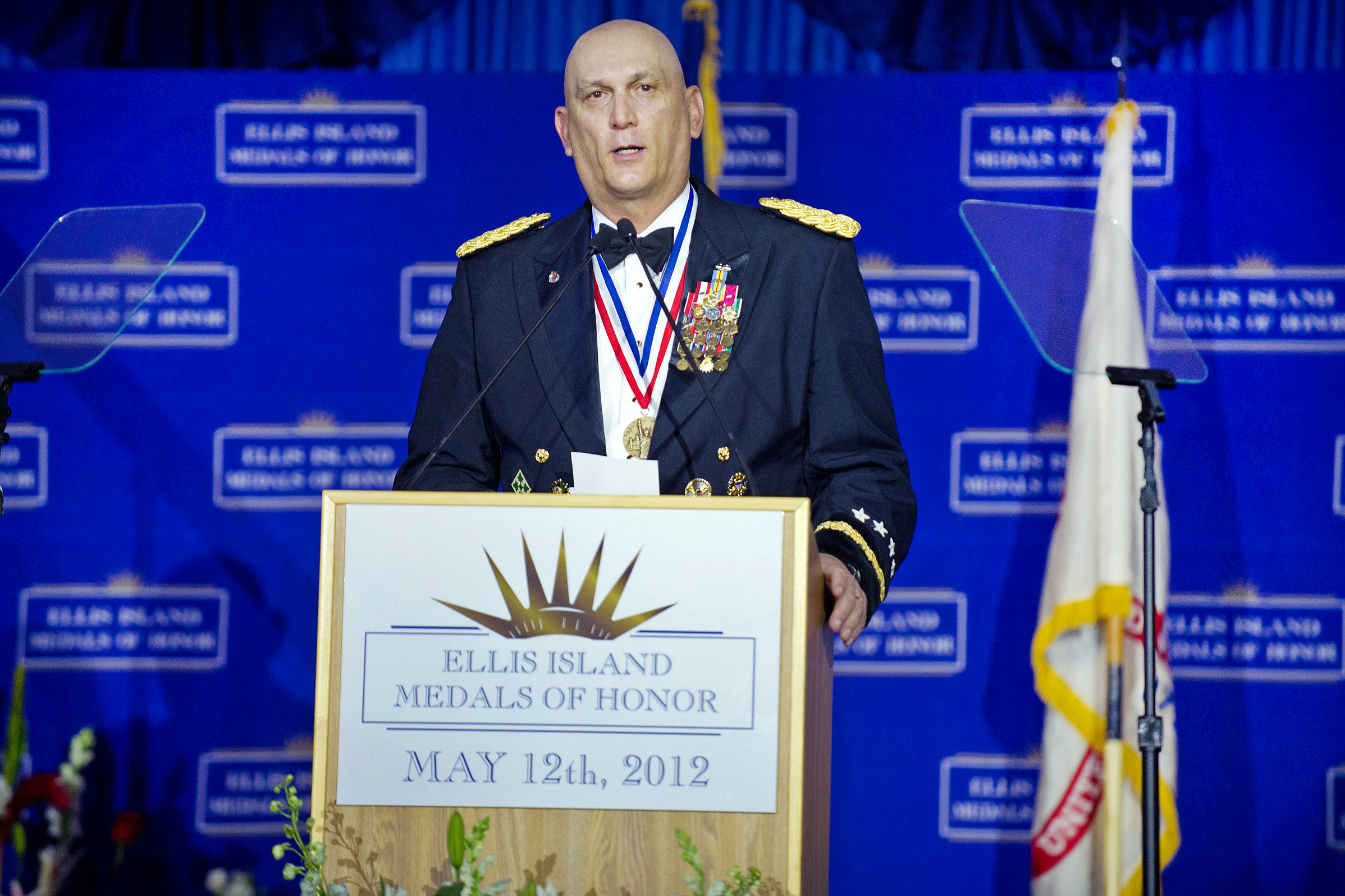
Начальник штаба сухопутных войск США, генерал Рэймонд Т. Одиерно после вручения медали (2012)
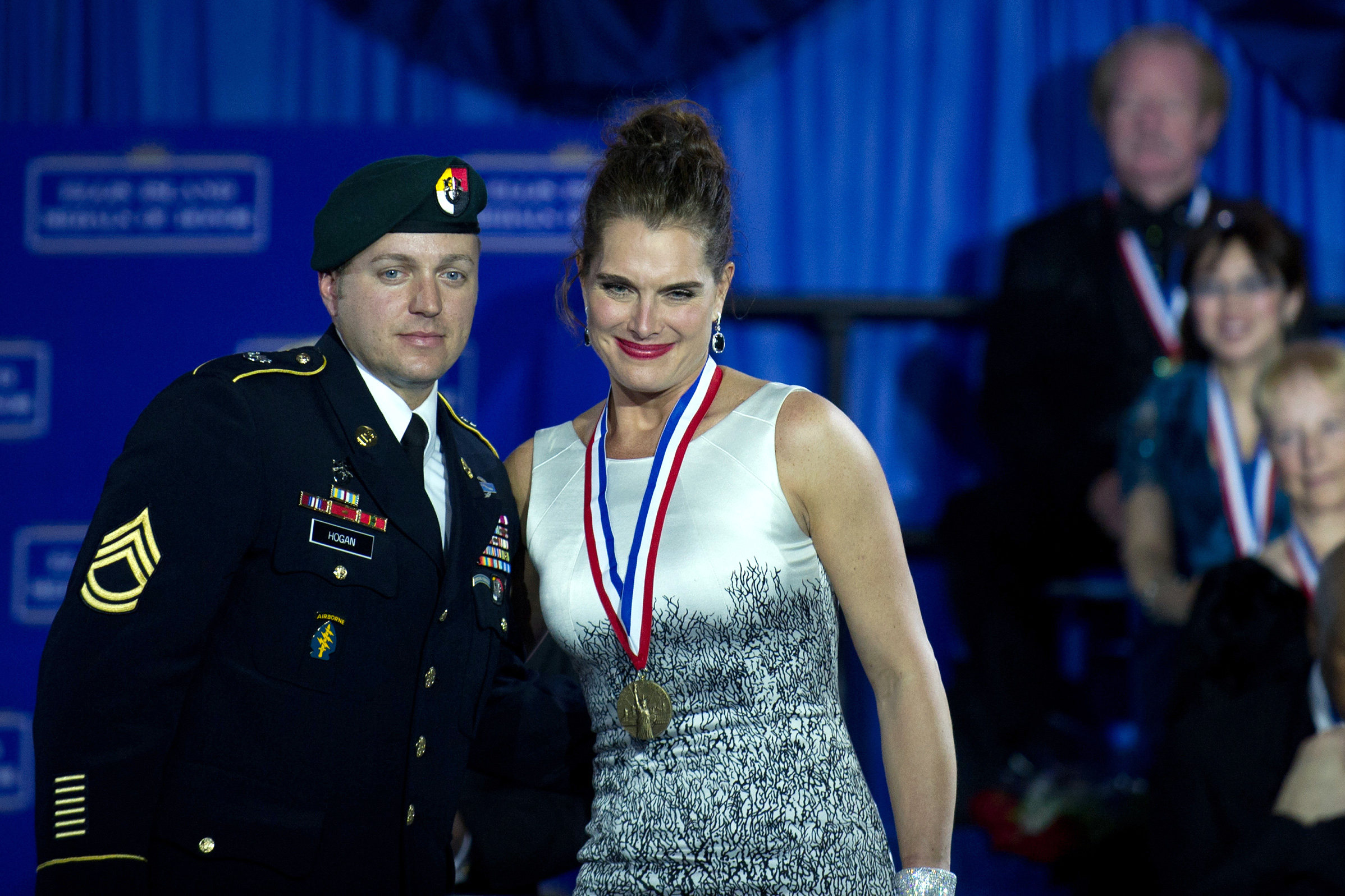
Актриса Брук Шилдс получает медаль от военнослужащего Специальных Сил Армии США (2012)

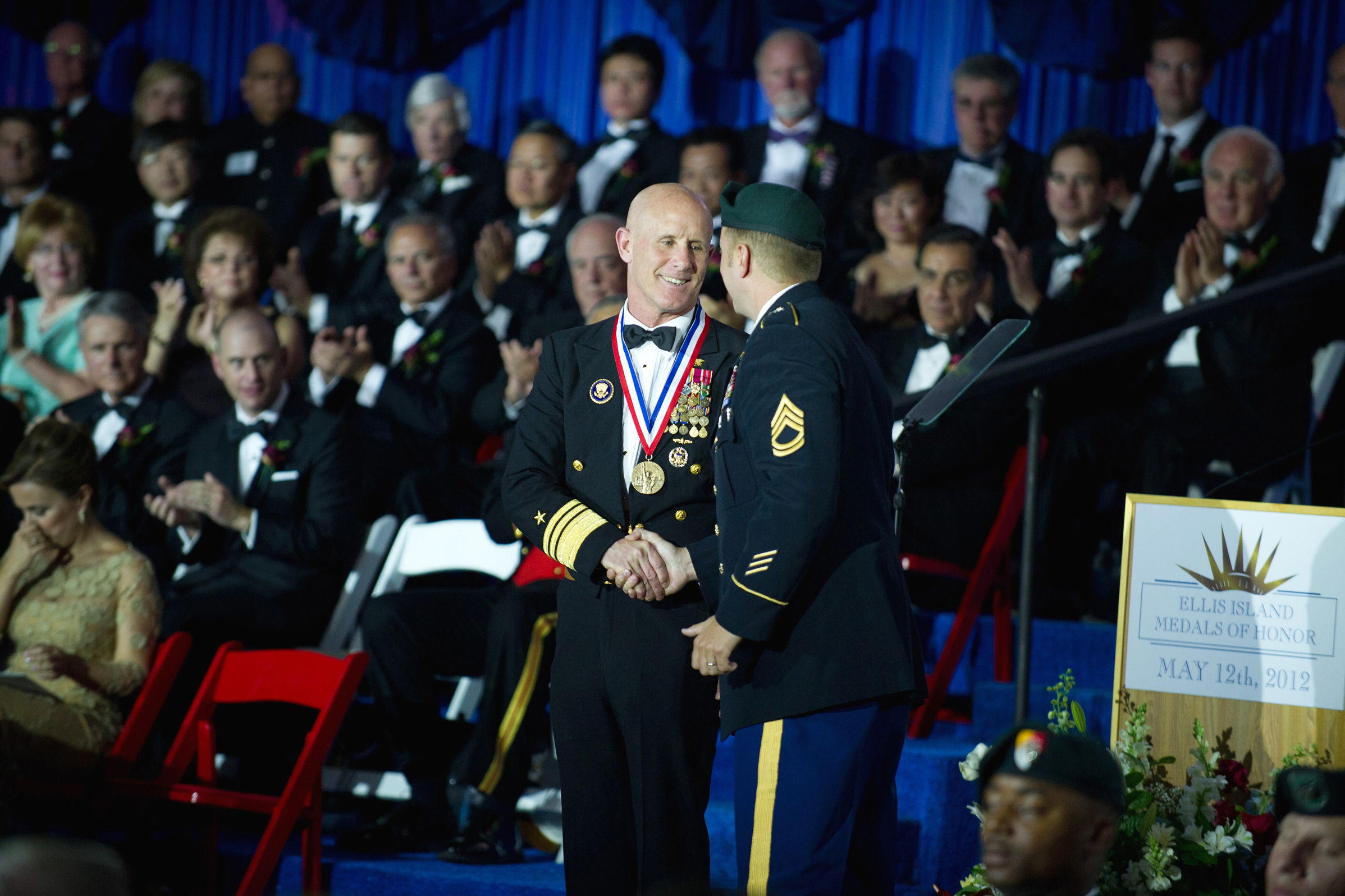
Вице-адмирал ВМС США Роберт С. Гарвард-младший получает медаль (2012)
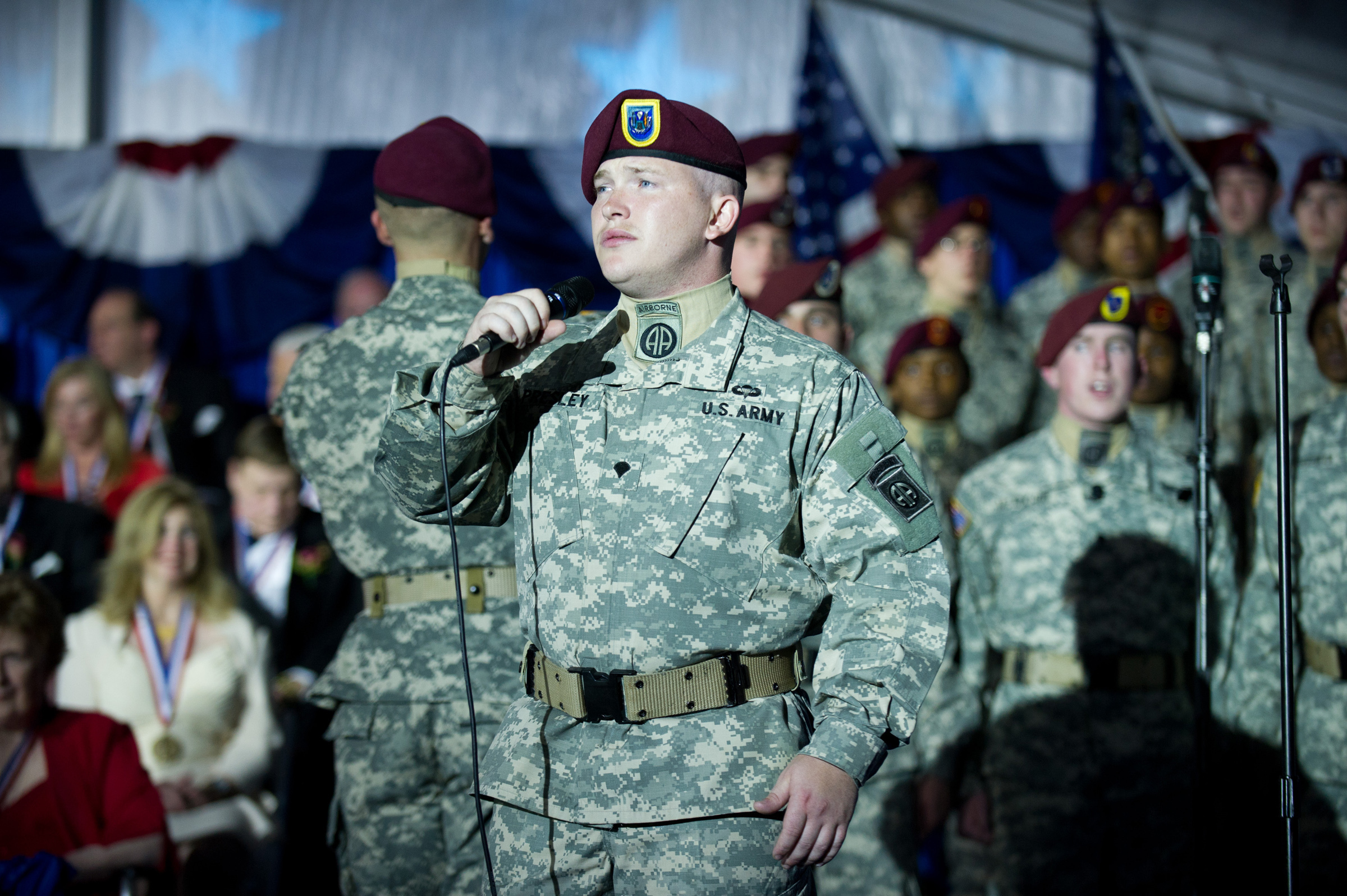
Выступление хора 82-й воздушно-десантной дивизии (2012)
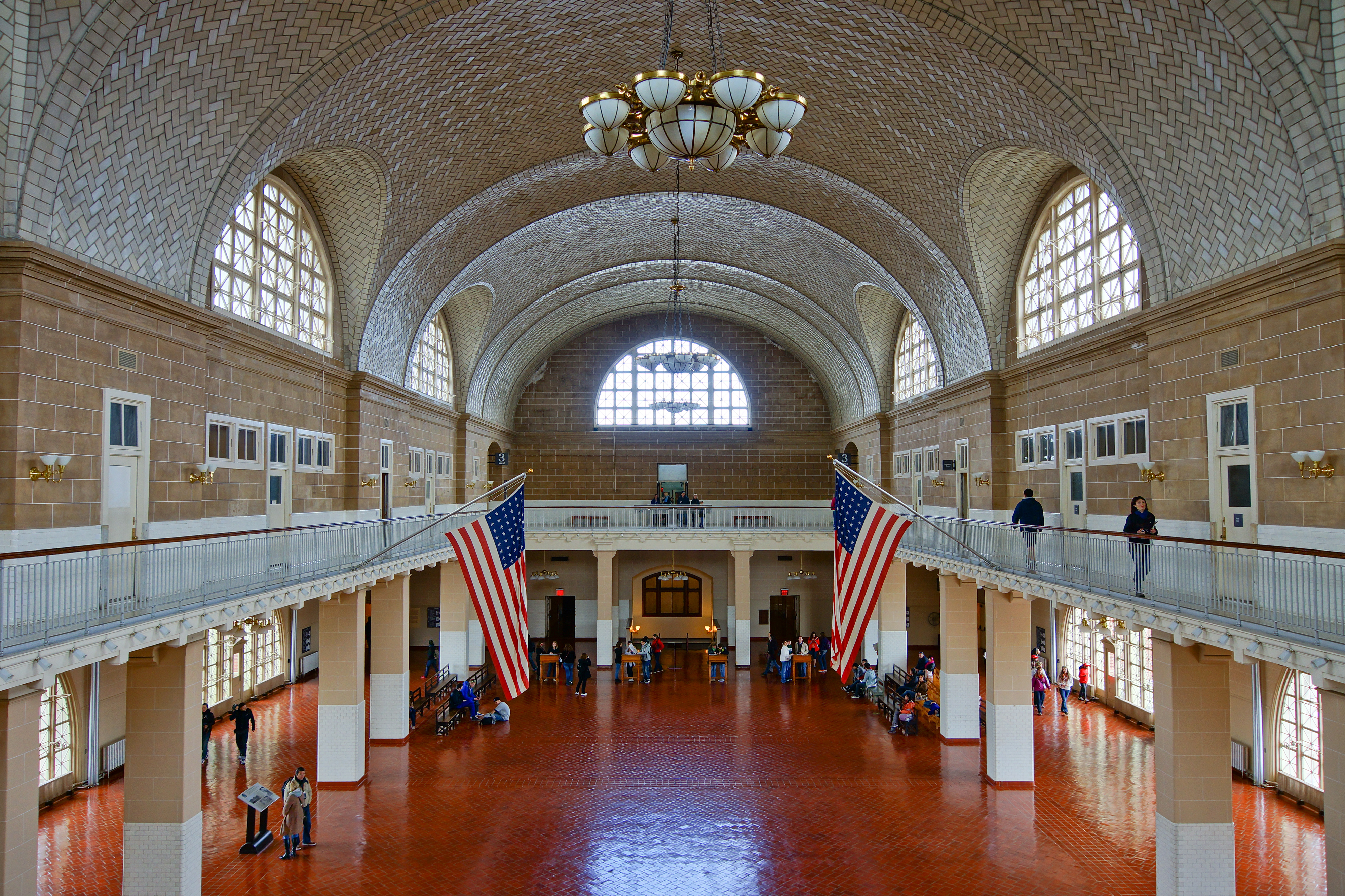
Большой зал, где иммигранты проходили оформление (остров Эллис)